# Sandro Cortese
Alessandro Cortese (ur. 1 stycznia 1990 w Ochsenhausen) – niemiecki motocyklista, obecnie ścigający się w klasie Moto2. Od 2005 nie ominął żadnego wyścigu, pierwszy tytuł mistrza świata zdobył w 2012 (kategoria Moto3).
Jego ojciec pochodzi z Włoch, matka jest Niemką, ściganie rozpoczął w wieku 9 lat. Rok 2005 to jego debiut w motocyklowych mistrzostwach świata, sezon zakończył na 26 miejscu, na 2006 przeniósł się do innego teamu, gdzie jego partnerem był Szwajcar, Thomas Luthi, uzbierał 23 punkty, co dało 17 lokatę klasyfikacji generalnej.
Większość wyścigów sezonu 2007 kończył w pierwszej 10, a sklasyfikowany został na 14 miejscu, 2008 to ciągła poprawa i 6. miejsce w generalce, był jedynym zawodnikiem, który ukończył wszystkie wyścigi, nie zdobywając punktów tylko podczas grand prix Chin.
W 2009 zastąpił Francuza Mike Di Meglio w zespole Ajo Motorsport, dosiadając razem z Dominiquem Aegerterem fabrycznych motocykli Derbi RSA (125cm3), w generalce był 6, z kolei 2010 to 7 lokata.
Pierwszy triumf miał miejsce podczas Grand Prix Czech w 2011, sezon zakończył na 4 miejscu.

## Statystyki

### Sezony
| Sezon | Klasa | Team                       | Moto    | Model               | Wyścigi | Zwycięstwa | Podium | PP | NO | Pkt. | Poz. koń. |
| ----- | ----- | -------------------------- | ------- | ------------------- | ------- | ---------- | ------ | -- | -- | ---- | --------- |
| 2005  | 125cc | Kiefer-Bos-Castrol Honda   | Honda   | Honda RS125R        | 16      | 0          | 0      | 0  | 0  | 8    | 26        |
| 2006  | 125cc | Elit – Caffè Latte         | Honda   | Honda RS125R        | 16      | 0          | 0      | 0  | 0  | 23   | 17        |
| 2007  | 125cc | Emmi – Caffè Latte         | Aprilia | Aprilia RS 125      | 17      | 0          | 0      | 0  | 0  | 66   | 14        |
| 2008  | 125cc | Emmi – Caffè Latte         | Aprilia | Aprilia RSA 125     | 17      | 0          | 0      | 0  | 1  | 141  | 8         |
| 2009  | 125cc | Ajo Interwetten            | Derbi   | Derbi RSA 125       | 16      | 0          | 3      | 1  | 2  | 130  | 6         |
| 2010  | 125cc | Ajo Motorsport             | Derbi   | Derbi RS 125 R      | 17      | 0          | 2      | 1  | 2  | 143  | 7         |
| 2011  | 125cc | Intact-Racing Team Germany | Aprilia | Aprilia RSA 125     | 17      | 2          | 6      | 1  | 2  | 225  | 4         |
| 2012  | Moto3 | Red Bull KTM Ajo           | KTM     | KTM M32             | 17      | 5          | 15     | 7  | 4  | 325  | 1         |
| 2013  | Moto2 | Dynavolt Intact GP         | Kalex   | Kalex Moto2         | 17      | 0          | 0      | 0  | 0  | 22   | 19        |
| 2014  | Moto2 | Dynavolt Intact GP         | Kalex   | Kalex Moto2         | 18      | 0          | 1      | 0  | 0  | 85   | 9         |
| 2015  | Moto2 | Dynavolt Intact GP         | Kalex   | Kalex Moto2 GP 2015 | 18      | 0          | 1      | 0  | 0  | 90   | 11        |
| 2016  | Moto2 | Dynavolt Intact GP         | Kalex   | Kalex Moto2         | 4       | 0          | 0      | 0  | 0  | 5*   | 21*       |
| Razem |       |                            |         |                     | 190     | 7          | 28     | 10 | 11 | 1263 |           |

* – sezon w trakcie

### Klasy wyścigowe
| Klasa  | Sezony    | Pierwszy wyścig | Pierwsze podium | Pierwsza wygrana | Wyścigi | Zwycięstwa | Podium | PP | NO | Pkt. | WCh. |
| ------ | --------- | --------------- | --------------- | ---------------- | ------- | ---------- | ------ | -- | -- | ---- | ---- |
| 125 cc | 2005–2011 | Hiszpania 2005  | Katar 2009      | Czechy 2011      | 116     | 2          | 11     | 3  | 7  | 736  | 0    |
| Moto3  | 2012      | Katar 2012      | Katar 2012      | Portugalia 2012  | 17      | 5          | 15     | 7  | 4  | 325  | 1    |
| Moto2  | 2013–     | Katar 2013      | Czechy 2014     |                  | 57      | 0          | 2      | 0  | 0  | 202  | 0    |
| Razem  | 2005–     |                 |                 |                  | 190     | 7          | 28     | 10 | 11 | 1263 | 1    |

### Starty
| Sezon | Klasa | Motocykl | 1      | 2      | 3      | 4      | 5      | 6      | 7      | 8      | 9      | 10     | 11     | 12     | 13     | 14     | 15     | 16     | 17     | 18     | Poz. | Pkt. |
| ----- | ----- | -------- | ------ | ------ | ------ | ------ | ------ | ------ | ------ | ------ | ------ | ------ | ------ | ------ | ------ | ------ | ------ | ------ | ------ | ------ | ---- | ---- |
| 2005  | 125cc | Honda    | SPA 20 | POR 25 | CHN NU | FRA 15 | ITA NU | CAT 23 | NED 24 | GBR 15 | GER 14 | CZE 14 | JPN NU | MAL 21 | QAT 17 | AUS 19 | TUR 14 | VAL NU |        |        | 26   | 8    |
| 2006  | 125cc | Honda    | SPA 16 | QAT NU | TUR 16 | CHN 17 | FRA 15 | ITA NU | CAT 19 | NED 14 | GBR 14 | GER 13 | CZE 11 | MAL 17 | AUS 14 | JPN 14 | POR 10 | VAL 18 |        |        | 17   | 23   |
| 2007  | 125cc | Aprilia  | QAT 17 | SPA 7  | TUR NU | CHN 18 | FRA 7  | ITA 7  | CAT 11 | GBR 12 | NED 8  | GER 7  | CZE 10 | RSM 15 | POR NU | JPN NU | AUS 10 | MAL NU | VAL NU |        | 14   | 66   |
| 2008  | 125cc | Aprilia  | QAT 11 | SPA 10 | POR 10 | CHN 16 | FRA 11 | ITA 8  | CAT 8  | GBR 9  | NED 4  | GER 6  | CZE 7  | RSM 7  | IND 5  | JPN 6  | AUS 6  | MAL 4  | VAL 5  |        | 8    | 141  |
| 2009  | 125cc | Derbi    | QAT 3  | JPN 6  | SPA 6  | FRA 12 | ITA 10 | CAT 9  | NED NU | GER 6  | GBR NU | CZE 6  | IND 18 | RSM 5  | POR 2  | AUS 3  | MAL 6  | VAL 8  |        |        | 6    | 130  |
| 2010  | 125cc | Derbi    | QAT 5  | SPA 11 | FRA 6  | ITA NU | GBR 6  | NED 5  | CAT 4  | GER 3  | CZE 16 | IND 2  | RSM 5  | ARA 5  | JPN 12 | MAL 6  | AUS NU | POR NU | VAL 5  |        | 7    | 143  |
| 2011  | 125cc | Aprilia  | QAT 2  | SPA 6  | POR 2  | FRA 7  | CAT 4  | GBR 7  | NED 4  | ITA 12 | GER 8  | CZE 1  | IND 3  | RSM 4  | ARA 7  | JPN 5  | AUS 1  | MAL 2  | VAL NU |        | 4    | 225  |
| 2012  | Moto3 | KTM      | QAT 3  | SPA 3  | POR 1  | FRA 6  | CAT 2  | GBR 3  | NED 2  | GER 1  | ITA 3  | IND 2  | CZE 3  | RSM 1  | ARA 2  | JPN 6  | MAL 1  | AUS 1  | VAL 2  |        | 1    | 325  |
| 2013  | Moto2 | Kalex    | QAT 17 | AME 25 | SPA 18 | FRA 12 | ITA 14 | CAT NU | NED 14 | GER 14 | IND 16 | CZE NU | GBR 20 | RSM NU | ARA 10 | MAL NU | AUS 11 | JPN 15 | VAL 16 |        | 19   | 22   |
| 2014  | Moto2 | Kalex    | QAT 7  | AME 14 | ARG 9  | SPA 9  | FRA 12 | ITA 13 | CAT NU | NED NU | GER NU | IND 6  | CZE 3  | GBR 18 | RSM 12 | ARA 12 | JPN NU | AUS 6  | MAL 7  | VAL NU | 9    | 85   |
| 2015  | Moto2 | Kalex    | QAT 7  | AME 14 | ARG 7  | SPA NU | FRA 14 | ITA 8  | CAT NU | NED 17 | GER 11 | IND NU | CZE 8  | GBR 8  | RSM 8  | ARA 13 | JPN 3  | AUS NU | MAL 7  | VAL 13 | 11   | 90   |
| 2016  | Moto2 | Kalex    | QAT 15 | ARG NU | AME 12 | ESP NU | FRA NW | ITA    | CAT    | NED    | GER    | AUT    | CZE    | GBR    | SMR    | ARA    | JPN    | MAL    | AUS    | VAL    | 21*  | 5*   |

* – sezon w trakcie